# ساتوشي كوكينو
ساتوشي كوكينو (باليابانية: 久木野 聡) (16 أبريل 1987 في ميازاكي في اليابان – )؛ هو لاعب كرة قدم ياباني سابق كان يلعب كمهاجم.

## وصلات خارجية
- ساتوشي كوكينو على موقع رابطة كرة القدم اليابانية للمحترفين (اليابانية)
- ساتوشي كوكينو على موقع قاعدة بيانات كرة القدم.إي يو (الإنجليزية)
- ساتوشي كوكينو على موقع Soccerway.com (الإنجليزية)
- ساتوشي كوكينو على موقع عالم كرة القدم.نت (الإنجليزية)
- ساتوشي كوكينو على موقع كووورة